# TAI Anka
Pour les articles homonymes, voir Anka.
Le TAI Anka est un drone de combat d'altitude de moyenne altitude et de longue endurance (MALE) développé par Turkish Aerospace Industries (TAI). Initialement conçu au début des années 2000 pour des missions tactiques de surveillance et de reconnaissance, l'Anka a évolué en une plate-forme modulaire avec radar à synthèse d'ouverture, armes de précision et communication par satellite.

## Conception
Un système se compose de trois Anka (A/V), d'une station de contrôle au sol (GCS), d'un terminal de liaison de données au sol (GDT), d'un système de décollage et d'atterrissage automatique (ATOLS), d'un système d'exploitation des images transportables (TIES), d'un terminal vidéo à distance (RVT) et de divers équipements de soutien au sol (GSE).
Le drone est conçu pour des missions de jour et de nuit, y compris dans des conditions météorologiques défavorables. Il effectue des missions de renseignement, de surveillance, de reconnaissance, de détection de cibles mobiles/stationnaires, de reconnaissance, d'identification et de suivi. Anka est notamment configuré avec les éléments de l'avionique suivants :
- Nacelle de reconnaissance et de ciblage EO/IR/LD/LRF dernière géneration Aselsan DASS
- Radar à synthèse d’ouverture Aselsan SARPER SAR/ISAR/GMTI
- SATCOM indigène
- Système de renseignement électromagnétique ELINT / ESM / COMINT / DF / IMINT / SIGINT
- Système IFF

Anka est conçu en architecture ouverte (Open architecture) afin d'emporter diverses charges utiles et réaliser différentes missions.
L'ensemble de la structure composite est composé d'un fuselage monobloc, d'une aile et d'un empennage en V, détachables, d'un train d'atterrissage rétractable, de gouvernes redondantes. Propulsé par un moteur à combustion interne, 4 cylindres turbocompressés, le drone est équipé de réservoirs de carburant, d'un système de protection contre le givre, d'un système de contrôle environnemental, d'un système d'éclairage et d'un système électrique redondant avec batterie de secours.
Anka est doté d'un système de contrôle numérique des vols, d'actionneurs électromécaniques, de systèmes de commande de vol tels que le GPS, le tube de Pitot, ordinateur de vol, capteur de navigation, transducteurs, capteurs de température, de pression, de déplacement... Un transpondeur est également intégré dans le système de communication pour l'intégration dans l'aviation civile.
Le drone est entièrement développé par TAI, l'armement et les autres éléments matériels et logiciels pertinents sont développés par des sous-traitants nationaux, tels que Aselsan, AYESAŞ et MilSOFT.

## Variantes

### Anka +A
En mai 2013, Turkish Aerospace dévoile l'Anka +A, la variante armée de l'Anka-A. Propulsé par des moteurs turbocompressés, ce modèle a une masse brute de 4 tonnes contre 1,5 tonne pour l'Anka A. utilisé pour les missions de reconnaissance et de collecte de renseignements (ISTAR). L'armement comprend des missiles air-sol Roketsan CIRIT à guidage laser. En 2016, le ministère turc de la Défense confirme l'utilisation du Anka A afin d'effectuer des missions de reconnaissance opérationnelle, bien que les missions d'attaque opérationnelles de l'Anka +A n'aient pas encore été officiellement divulguées.

### Anka-B

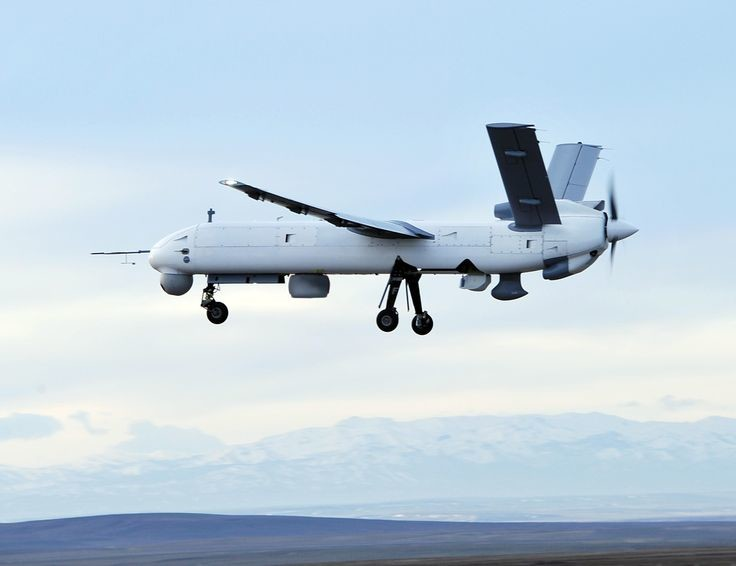
Anka-B

Le 30 janvier 2015, l'Anka-B effectue son premier vol avec succès. L'Anka-B est une version améliorée de l'Anka-A. Cette nouvelle version intègre un radar à synthèse d'ouverture Aselsan, un nacelle de reconnaissance et de ciblage. l'Anka-B atteignit les 30 000 pieds, 26 heures et 200 km de rayon pendant les vols d'essai. L'armée de l'Air turque en commande 10 pour un coût de 300 millions de dollars US.

### Anka-S
L'Anka-S est la version de production en série et armée du drone Anka. Le drone est équipé d'une puissante antenne SATCOM VR-18C de ViaSat et d'un nouvel ordinateur de vol développé par TAI. L'Anka-S est dans un premier temps propulsé par un moteur Thielert Centurion 2.0S puis remplacé par le TEI-PD170.

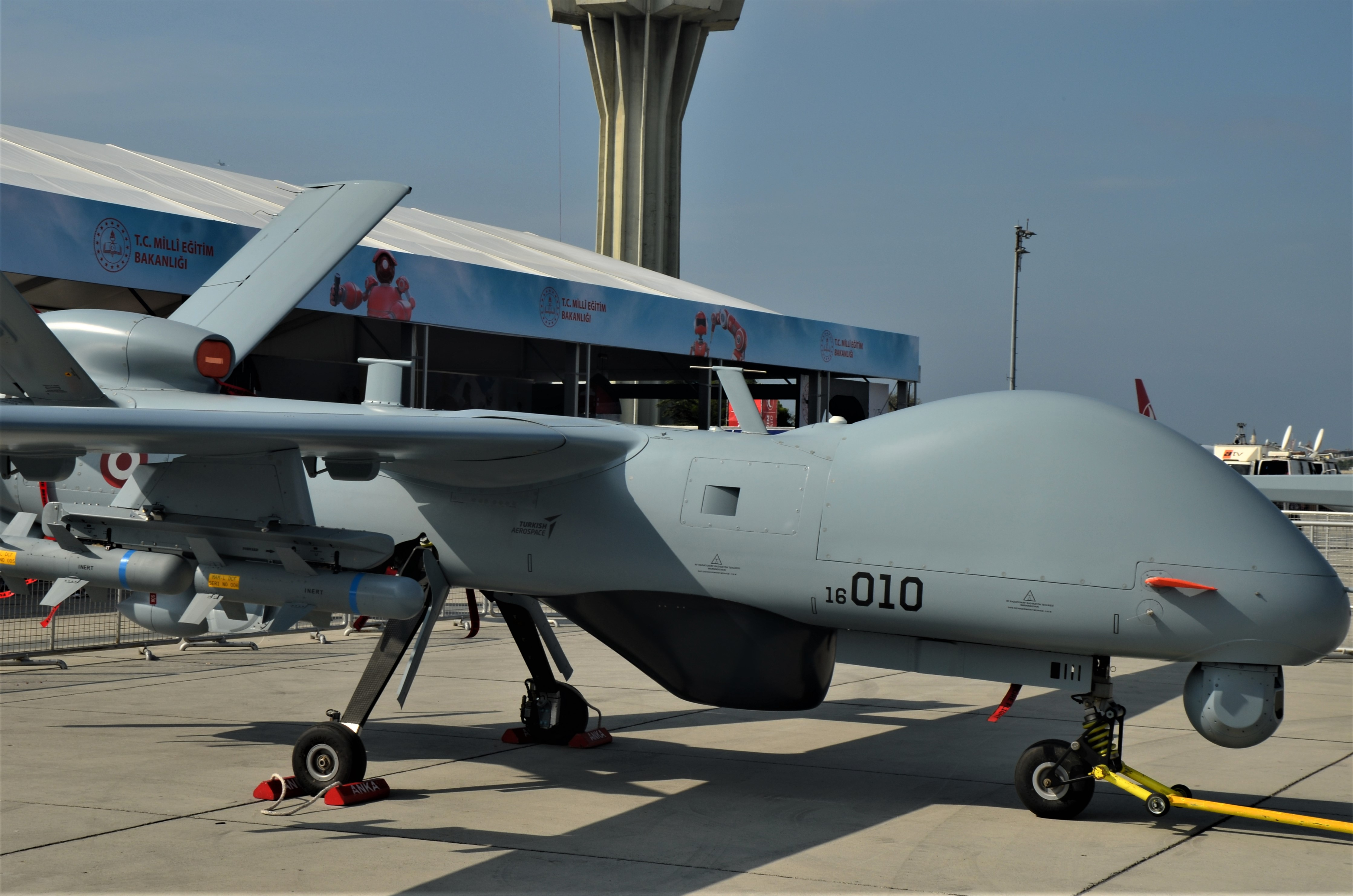
TAI Anka au Teknofest en 2019

Le 17 août 2018, le Sous-Secrétariat à l'industrie de la défense annonce que l'Anka-S a effectué ses premiers essais de tir réel. Le drone a été testé avec des munitions MAM-L développées par  Roketsan.
Les drones Anka-S ont été les principaux drones armés utilisés lors des opérations 'Spring Shield' en Syrie. La liaison SATCOM est une des raisons pour lesquelles ils sont favorisés, car l'environnement de guerre électronique y est très hostile.

### Anka-I
Drone de guerre électronique et de renseignement destiné à l'Organisation nationale du renseignement. Équipé de systèmes de guerre électronique et de renseignement (ELINT et COMINT).

### Anka-2
L'Anka-2 (nom de code Aksungur) est un drone bimoteur conçu sur la base de l'Anka-S, avec une capacité de charge utile nettement supérieure. Cette version est toujours en cours de développement et devait être mise en service en 2020.

## Historique
- 30 décembre 2010 : premier vol à  15 h 45 de 14 minutes.
- 5 mai 2011 :  vol d'une durée de 2 h 30.
- 22 novembre 2011 : vol d'une durée de 6 h à une altitude de 20 000 pieds soit 6 000 m. Décollage et atterrissage automatique.
- 5 janvier 2012 : début des pourparlers entre le SSM (Haut-secrétariat de l'industrie de la défense nationale) et la société TAI pour la fabrication de 10 Anka-A dans un premier temps pour le compte de l'armée de l'air turque.
- 20 janvier 2013 : la campagne d'essais s'achève avec succès avec 18 heures de vol en continu dépassant les 26 000 pieds[10].
- 5 octobre 2023 : un TAI Anka-S du Millî İstihbarat Teşkilatı[11] est abattu par un chasseur F-16C de l’USAF au nord-est de Hassaké en Syrie car s'approchant trop près de militaires américains[12].

## Utilisateurs
- Turquie : 36[13] (Anka-S)
- Tunisie : 5 (Anka-S)[14]
- Kazakhstan : 3 (Anka-S)
- Algérie : 10 commandés[15]´[16]
- Tchad : 2 drones Anka (livraison en 2023)[17]
- Ouzbékistan : 3 commandés[18]
- Indonésie[19] : Livraison d'ici octobre 2025 prévu

### Exportation potentielle
- Égypte : En 2012, on parlait d'une commande de 10 Anka-A[20],[21],[22],[23], annulée à la suite des détériorations des relations entre les deux pays.
- Ukraine : Un article annonçait la vente en 2012 de 6 Anka-A commandés[24] mais cela ne s'est pas concrétisé.

Plusieurs pays sont intéressés par le drone Anka en 2012 :
- Thaïlande[25]
- Malaisie
- Arabie saoudite[26],[25]
- Émirats arabes unis[26]
- Qatar[27],[25]
- Jordanie[25]
- Azerbaïdjan
- Pakistan

## Engagements opérationnels
- Opération Bouclier de l'Euphrate
- Opération Rameau d'olivier
- Opération Source de paix
- Opération Bouclier du printemps (en)